# VCX3B
VCX3B (англ. Variable charge, X-linked 3B) – білок, який кодується однойменним геном, розташованим у людей на короткому плечі X-хромосоми. Довжина поліпептидного ланцюга білка становить 246 амінокислот, а молекулярна маса — 26 878.
| 10         |  | 20         |  | 30         |  | 40         |  | 50         |
| ---------- |  | ---------- |  | ---------- |  | ---------- |  | ---------- |
| MSPKPRASGP |  | PAKAKEAGKR |  | KSSSQPSPSD |  | PKKKTTKVAK |  | KGKAVRRGRR |
| GKKGAATKMA |  | AVTAPEAESG |  | PAAPGPSDQP |  | SQELPQHELP |  | PEEPVSEGTQ |
| HDPLSQESEL |  | EEPLSQESEV |  | EEPLSQESQV |  | EEPLSQESEV |  | EEPLSQESQV |
| EEPLSQESEV |  | EEPLSQESEV |  | EEPLSQESQV |  | EEPLSQESEV |  | EEPLSQESQV |
| EEPLSQESEM |  | EEPLSQESQV |  | EEPLSQESEM |  | EEPLSQESEM |  | EELPSV     |

A: Аланін

D: Аспарагінова кислота

E: Глутамінова кислота

G: Гліцин

H: Гістидин

K: Лізин

L: Лейцин

M: Метіонін

P: Пролін

Q: Глутамін

R: Аргінін

S: Серин

T: Треонін

Задіяний у такому біологічному процесі, як альтернативний сплайсинг. 